# Ma cà rồng Nosferatu
Ma cà rồng Nosferatu là một bộ phim điện ảnh Mỹ thuộc thể loại kinh dị phong cách gothic ra mắt vào năm 2024 do Robert Eggers viết kịch bản, đạo diễn và đồng sản xuất, với sự tham gia của Bill Skarsgård trong vai diễn nhân vật ma cà rồng cùng tên. Tiếp nối bộ phim Nosferatu the Vampyre (1979), đây chính là phần phim thứ hai được làm lại từ bộ phim cùng tên của Chủ nghĩa Biểu hiện Đức năm 1922 của đạo diễn Henrik Galeen từ kịch bản do F. W. Murnau chấp bút và được xem như là một phiên bản chuyển thể "trái phép và không chính thức" của tiểu thuyết Dracula năm 1897 của nhà văn Bram Stoker.

## Nội dung
Thomas Hutter nhận lệnh đến lâu đài của bá tước Orlok để thực hiện các thủ tục mua bán đất. Nhưng sau khi bước chân vào tòa lâu đài tăm tối, Thomas Hutter phát hiện mình vừa bước vào hang ổ của quỷ dữ, trong khi đó vợ anh, Ellen tại quê nhà xuất hiện các hiện tượng lạ như bị quỷ nhập.

## Diễn viên
- Bill Skarsgård thủ vai Bá tước Orlok
- Nicholas Hoult thủ vai Thomas Hutter
- Lily-Rose Depp thủ vai Ellen Hutter
- Aaron Taylor-Johnson thủ vai Friedrich Harding
- Emma Corrin thủ vai Anna Harding
- Willem Dafoe thủ vai Giáo sư Albin Eberhart Von Franz
- Simon McBurney thủ vai Herr Knock
- Ralph Ineson thủ vai Tiến sĩ Wilhelm Sievers